# Rogue One: A Star Wars Story (roman)
Pour les articles homonymes, voir Rogue One: A Star Wars Story.
Rogue One: A Star Wars Story (titre original : Rogue One: A Star Wars Story) est une novélisation du film du même nom écrite par Alexander Freed (sur un scénario de Chris Weitz et Tony Gilroy) et publiée aux États-Unis par Del Rey Books le 20 décembre 2016, puis traduite en français et publiée par les éditions Fleuve le 13 avril 2017,.
Ce livre relate les événements se déroulant dans le film. L'action se situe un an avant la bataille de Yavin.